# Javier Bustos (futbolista)
Javier Alexis Bustos Sánchez (Cañete, Chile, 23 de septiembre de 1992) es un futbolista chileno. Juega de volante en Lota Schwager de la Tercera División A de Chile.

## Trayectoria
Se inició en las divisiones inferiores de Deportes Concepción. Fue subido en 2010 donde jugó en la última fecha ante el ya campeón Deportes Iquique de la Primera B de Chile 2010.
Para la temporada 2011 se mantiene en el plantel pero juega recién en la Copa Chile 2011 en donde lograr una buena participación en lo personal, luego vendría el Clausura 2011 en donde el club estuvo muy cerca de lograr el ascenso.

## Estadísticas

### Clubes
| Deportes Concepción · Chile                                                               |               |               |     |    |    |    |   |   |   |   |     |     |    |      |      |
| 2.ª                                                                                       | 2010          | 1             | 0   | 0  | —  | —  | — | — | — | — | 1   | 0   | 0  | 0,00 |      |
| 2.ª                                                                                       | 2011          | 13            | 2   | 1  | 7  | 2  | 4 | — | — | — | 20  | 4   | 5  | 0,20 |      |
| 2.ª                                                                                       | 2012          | 28            | 4   | 3  | 7  | 0  | 0 | — | — | — | 35  | 4   | 3  | 0,11 |      |
| 2.ª                                                                                       | 2013          | 9             | 2   | 1  | —  | —  | — | — | — | — | 9   | 2   | 1  | 0,22 |      |
| 2.ª                                                                                       | 2013-14       | 9             | 0   | 1  | —  | —  | — | — | — | — | 9   | 0   | 1  | 0,00 |      |
| 2.ª                                                                                       | 2014-15       | 37            | 4   | 5  | 2  | 0  | 1 | — | — | — | 39  | 4   | 6  | 0,10 |      |
| 2.ª                                                                                       | 2015          | 12            | 0   | 0  | 5  | 1  | 1 | — | — | — | 17  | 1   | 1  | 0,06 |      |
| Total club                                                                                | Total club    | 109           | 12  | 11 | 21 | 3  | 6 | 0 | 0 | 0 | 130 | 15  | 17 | 0,12 |      |
| AC Barnechea · Chile                                                                      |               |               |     |    |    |    |   |   |   |   |     |     |    |      |      |
| 2.ª                                                                                       | 2013-14       | 19            | 0   | 1  | —  | —  | — | — | — | — | 19  | 0   | 1  | 0,00 |      |
| Total club                                                                                | Total club    | 19            | 0   | 1  | 0  | 0  | 0 | 0 | 0 | 0 | 19  | 0   | 1  | 0,00 |      |
| Deportes Temuco · Chile                                                                   |               |               |     |    |    |    |   |   |   |   |     |     |    |      |      |
| 2.ª                                                                                       | 2016          | 13            | 0   | 0  | —  | —  | — | — | — | — | 7   | 0   | 0  | 0,00 |      |
| Total club                                                                                | Total club    | 7             | 0   | 0  | 0  | 0  | 0 | 0 | 0 | 0 | 7   | 0   | 0  | 0,00 |      |
| Deportes Pintana · Chile                                                                  |               |               |     |    |    |    |   |   |   |   |     |     |    |      |      |
| 3.ª                                                                                       | 2016          | 11            | 2   | 5  | —  | —  | — | — | — | — | 11  | 2   | 5  | 0,18 |      |
| Total club                                                                                | Total club    | 11            | 2   | 5  | 0  | 0  | 0 | 0 | 0 | 0 | 11  | 2   | 5  | 0,18 |      |
| Deportes Melipilla · Chile                                                                |               |               |     |    |    |    |   |   |   |   |     |     |    |      |      |
| 3.ª                                                                                       | 2017          | 10            | 0   | 1  | —  | —  | — | — | — | — | 10  | 0   | 1  | 0,00 |      |
| Total club                                                                                | Total club    | 10            | 0   | 1  | 0  | 0  | 0 | 0 | 0 | 0 | 10  | 0   | 1  | 0,00 |      |
| Total carrera                                                                             | Total carrera | Total carrera | 156 | 14 | 18 | 21 | 3 | 6 | 0 | 0 | 0   | 177 | 17 | 24   | 0,10 |
| (1) Incluye datos de la Copa Chile (2011-15). (2) No incluye goles en partidos amistosos. |               |               |     |    |    |    |   |   |   |   |     |     |    |      |      |

### Resumen estadístico
| Competición      | Partidos | Goles | Promedio | Asistencias | Promedio | Goles y asistencias | Promedio |
| ---------------- | -------- | ----- | -------- | ----------- | -------- | ------------------- | -------- |
| Segunda División | 135      | 12    | 0,09     | 12          | 0,09     | 24                  | 0,18     |
| Tercera División | 21       | 2     | 0,10     | 6           | 0,29     | 8                   | 0,38     |
| Copas nacionales | 21       | 3     | 0,14     | 6           | 0,29     | 9                   | 0,43     |
| Total            | 177      | 17    | 0,10     | 24          | 0,14     | 41                  | 0,23     |

### Hat-tricks
|  |  |  |  |  |  |  |

## Palmarés

### Campeonatos nacionales
| Título             | Club            | País  | Año     |
| ------------------ | --------------- | ----- | ------- |
| Primera B de Chile | Deportes Temuco | Chile | 2015-16 |

- Datos: Q5927505